# Самылово (Галичский район)
Самы́лово — упразднённая деревня в составе Дмитриевского сельского поселения Галичского района Костромской области России. Исключена из учётных данных в 2024 году.

## География
Деревня расположена у реки Средняя.

## История
Согласно Спискам населённых мест Российской империи в 1872 году деревня относилась к 2 стану Галичского уезда Костромской губернии. В ней числилось 12 дворов, проживало 44 мужчины и 38 женщин.
Согласно переписи населения 1897 года в деревне проживало 132 человека (56 мужчин и 76 женщин).
Согласно Списку населённых мест Костромской губернии в 1907 году деревня относилась к Богчинской волости Галичского уезда Костромской губернии. По сведениям волостного правления за 1907 год в ней числилось 28 крестьянских дворов и 148 жителей. Основными занятиями жителей деревни были малярный и плотницкий промыслы, сельскохозяйственные работы.
До муниципальной реформы 2010 года деревня входила в состав Красильниковского сельского поселения.

## Население
| 2008 | 2010 | 2012 | 2014 |
| ---- | ---- | ---- | ---- |
| 0    | →0   | →0   | →0   |